# Jean-Antoine Roucher
 (février 2010).
Jean-Antoine Roucher, né le 22 février 1745 à Montpellier et guillotiné le 25 juillet 1794 à Paris, est un poète français.

## Biographie

### Jeunesse et formation
Issu d’une famille d’artisans bourgeois de Montpellier, amateurs de belles-lettres, Roucher est initié très tôt par son père aux auteurs classiques grecs et latins.
Pendant ses études au petit séminaire (collège diocésain) de sa ville natale, il se distingue comme un élève brillant et les jésuites lui suggèrent d'embrasser l'état ecclésiastique. Mais il préfère rejoindre Paris et retrouve à Versailles son oncle, l'abbé Gros de Besplas, aumônier de Monsieur, frère du Roi, comte de Provence.

### Activité poétique
Son poème écrit à l’occasion du mariage du Dauphin et de Marie Antoinette, La France et l’Autriche au temple de l’hymen*, rencontre un certain succès et lui permet d’obtenir grâce à Turgot la charge de receveur des gabelles. Il fera exercer cette charge par son frère Pierre Roucher d’Aubanel afin de se consacrer à la poésie.
Il acquiert également une grande renommée avec son monumental poème pastoral en douze chants, les Mois (1779), suivi de longues et intéressantes notes. Il fait partie des deux ou trois poètes français qui remettent en cause la rigidité de l’alexandrin classique, en prenant des libertés avec l’hémistiche pour lui donner de la légèreté. Les salons en vogue s'arrachent le poète, prié de faire la lecture de chaque nouvelle tranche de son ouvrage en cours.
S’opposant à Jean-François de La Harpe, il refuse les compromissions que le critique lui propose en échange d'une admission à l’Académie française : La Harpe exige, en échange du fauteuil d'académicien, que Roucher cesse de publier les quatre Lettres à Malesherbes de Jean-Jacques Rousseau. La Harpe ne lui pardonnera jamais son refus, et, à compter de ce jour, dénigre son œuvre. Roucher est longtemps en relation avec Turgot ; les deux hommes se retrouvent régulièrement pour commenter les événements politiques du temps, soit chez Madame Helvétius, soit à la loge maçonnique des Neuf Sœurs, dont ils sont membres. Il publie et édite La collection universelle des mémoires particuliers relatifs à l’Histoire de France (Paris, 1790).
Il fréquente les salons de Julie de Lespinasse et d’Anne-Catherine Helvétius à Auteuil. Cette dernière se prend d’affection pour sa fille Eulalie. C’est là qu’il se lie d’amitié avec Benjamin Franklin et étudie assidûment l’anglais.
En 1790, Roucher introduit en France les idées libérales anglaises en traduisant La Richesse des Nations d'Adam Smith.

### Sous la tourmente révolutionnaire
Les idées des Lumières ont d'abord trouvé un terrain favorable en Jean-Antoine Roucher. Il éprouve de l'admiration pour Voltaire et pour Jean-Jacques Rousseau, dont il est le premier à publier les quatre Lettres à Malesherbes, et en l'honneur duquel il appelle son fils Emile. Cependant la violence croissante des idées révolutionnaires le pousse à s'en distancier, et à écrire des articles fortement critiques. On lui doit la célèbre formule passée à la postérité sous forme résumée : « Robespierre, surnommé 'l'incorruptible' par des gens qui ne le sont pas ». Son inimitié envers Robespierre, auquel il reproche ses excès, lui vaut d’être arrêté sous la Terreur.

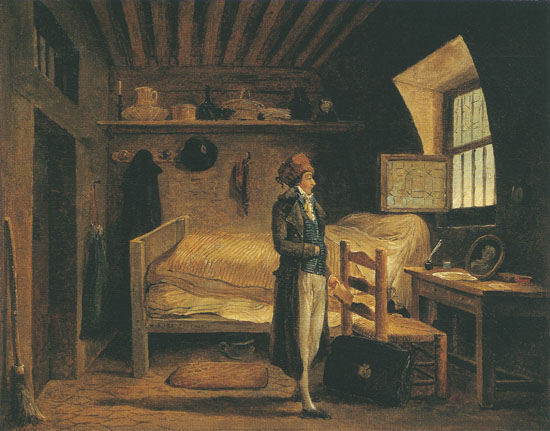
Le poète Jean-Antoine Roucher attendant son transfert de la prison de Sainte-Pélagie à la prison de Saint-Lazare quelques jours avant son exécution (Wadsworth Atheneum).

Il est emprisonné à Sainte-Pélagie puis à Saint-Lazare, où il a entre autres compagnons de captivité Michelle de Bonneuil, à laquelle il dédie fin 1793 des Stances sur les fleurs, puis l'année suivante André Chénier, Aimée de Coigny, duchesse de Fleury (la Jeune captive) et Hubert Robert, qui le représente une dizaine de fois (dont un dessin émouvant avec son fils Pierre-Angélique, dit Émile, « l’Archange », derrière les barreaux de la prison en compagnie d’Aimée de Coigny). En prison, il refond sa première traduction de 1790 des Recherches sur la nature et les causes de la richesse des nations d’Adam Smith.
André Chénier et Jean-Antoine Roucher sont victimes de la répression contre une conspiration des prisons qui s'avère imaginaire. Transférés à la Conciergerie, ils sont jugés pour « complot monarchiste », condamnés à mort et guillotinés le 6 thermidor an II. L'acte d’accusation de Roucher, signé Fouquier-Tinville, indique : « aristocrate puant, salarié de la liste civile, écrivain stipendié du tyran, mercenaire du parti autrichien, Président du club de la Sainte Chapelle, conspirateur à la maison d’arrêt de Saint-Lazare, pour Roucher, « ennemi du peuple » : la mort. » Dans la charrette qui emmène Chénier et Roucher vers la guillotine, ils échangent des vers tirés d’Andromaque : « Oui, puisque je perds un ami si fidèle… ».
Roucher est inhumé à Paris au cimetière de Picpus.
La devise d'Antoine Roucher était : « Se regarder passer » (Les Consolations, Lettres à Eulalie).

### Publication posthume
Une partie de l'émouvante correspondance qu’il a échangée depuis la prison avec sa famille et ses amis, principalement avec sa fille Eulalie à laquelle il prodiguait d'affectueux conseils, fut rassemblée après sa mort et publiée sous le nom de Consolations de ma captivité. Cette correspondance offre un témoignage de la vie dans les prisons révolutionnaires.

### Traducteur
- Adam Smiths, Recherche sur la nature et les causes de la richesse de nations, Paris, F. Buisson, 1790[6]

### Éditeur scientifique
- Collection universelle des mémoires particuliers relatifs à l'histoire de France, Paris, 1785-1790
- Bibliothèque universelle des dames. Voyages, Paris, 1785-1791

### Parolier
- Triomphe de la loi, chœur patriotique à trois voix d'hommes et orchestre d'harmonie, composé par le musicien Jean-François Gossec, 1792

## Représentations d'Antoine Roucher
- Hubert Robert, La partie de carte à Sainte-Pélagie, Orléans, Musée des Beaux-Arts[7]. Antoine Roucher eut pour compagnon de captivité le peintre Hubert Robert, qui le représenta jouant aux cartes sur sa paillasse à Sainte Pélagie avec son fils Emile.

- Hubert Robert, Jean-Antoine Roucher en prison, Hartfort, Wadsworth Atheneum Museum of Art[8].

- Joseph-François Le Roy, Portrait de Jean Antoine-Roucher, dessiné le 24 juillet 1794, veille de sa mort, musée Carnavalet[1]

Le poète inscrivit au bas de l'oeuvre ce quatrain adressé à ses proches :
À ma femme, À mes enfans, À mes amis.

Ne vous étonnez pas, objets sacrés et doux,

Si quelqu’air de tristesse obscurcit mon visage :

Quand un savant crayon dessinoit cette image,

J’attendois l’échaffaut, et je pensois à vous.

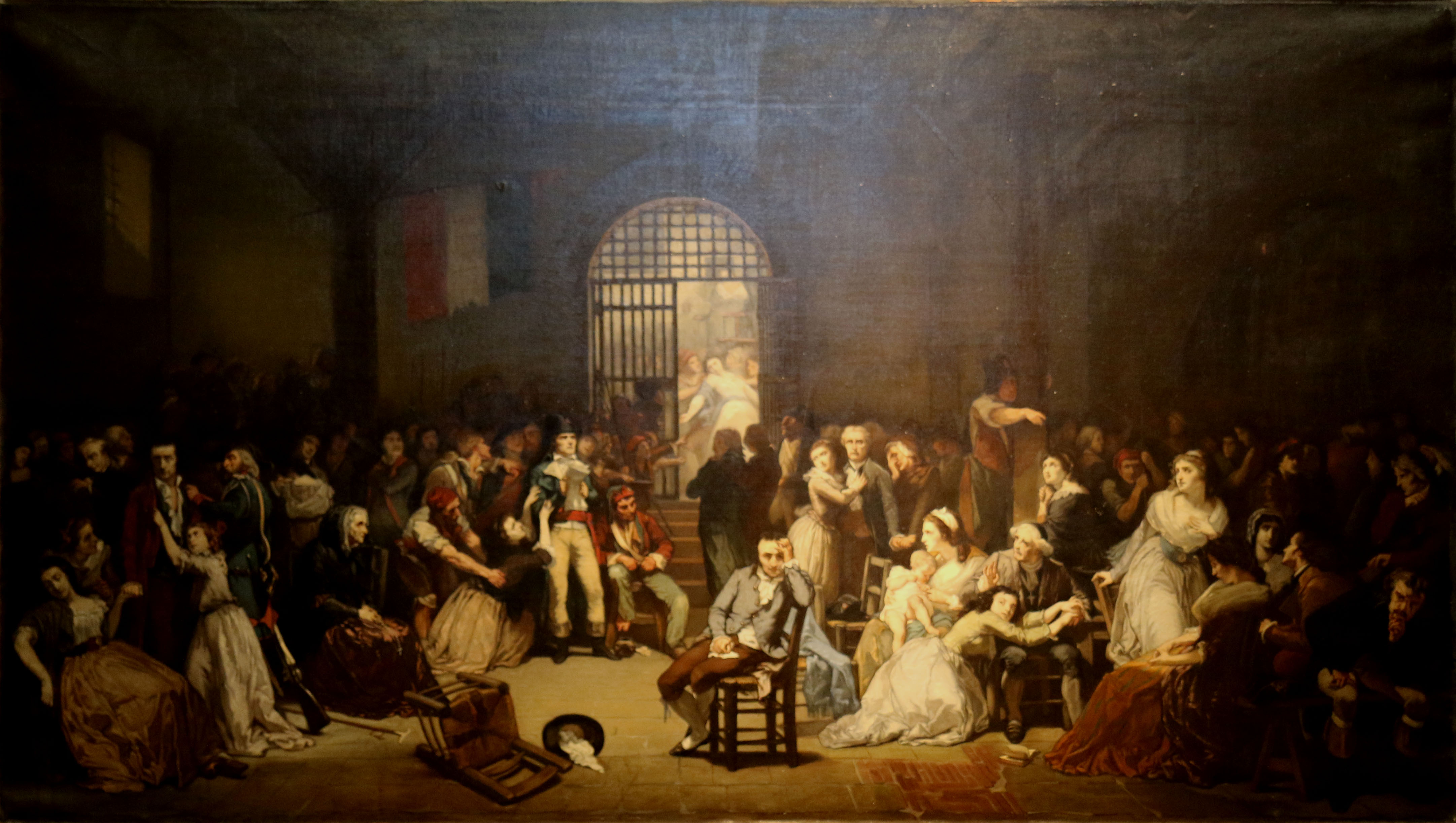
Musée de la Révolution française.

- Charles-Louis Muller, L'appel des dernières victimes de la Terreur[9], collections du château de Versailles, dépôt à Vizille, musée de la Révolution française. Antoine Roucher est représenté à la Conciergerie aux côtés de nombre de condamnés, dont André Chénier et Aimée de Coigny. Un tableau préparatoire se trouve chez l’un de ses descendants.
- Charles-Louis Muller, L'appel des dernières victimes de la Terreur, esquisse pour le précédent, Carcassonne, Musée des Beaux-Arts
- Charles-Louis Muller, L'appel des dernières victimes de la Terreur, petit tableau préparatoire, propriété d'un des descendants de Roucher

## Hommages

### Mémoire posthume
Alors que Roucher eut de son vivant une plus grande renommée que son ami André Chénier, la tendance s'inversa après leur mort. Si Nerval cite encore Roucher dans Sylvie, sa mémoire fut de plus en plus éclipsée par celle de Chénier, dont se réclamèrent nombre de poètes romantiques. La « Société des Amis de Roucher et André Chénier » organise chaque année un colloque sur ou autour de la poésie du XVIIIe siècle avec une publication de ses actes Cahiers Roucher-André Chénier (32 numéros en 2011)
Il existe depuis 1815 une rue Antoine-Roucher à Montpellier et, depuis 1883, une autre dans le 16e arrondissement de Paris.

### Poésie
La poétesse Marceline Desbordes-Valmore, admiratrice de l'homme et du poète, est touchée par la culture familiale de ses descendants et la façon dont ils honorent sa mémoire. Elle compose pour eux un poème Aux petits-enfants du Poète Roucher :
Il est des noms aimés qui s’attachant à l’âme

Vivent comme des fleurs au fond du souvenir :

Gémissant, mais baigné d’harmonie et de flamme,

Le vôtre a des parfums pour tout votre avenir.

Beaux enfants ! Que ce nom mélodieux rassemble

Doux héritiers du cygne, ah, ne nous quittez pas :

Un écho pleure encore où vous parlez ensemble,

Mais une gloire chante où vous posez vos pas.

### Botanique
En 1820, le nom de Roucher a été donné à une orchidée découverte en Colombie : la Roucheria punctata.

### Opéra
Antoine Roucher apparaît dans l'opéra Andréa Chénier, d'Umberto Gioardano, créé à La Scala de Milan le 28 mars 1896.

## Pour approfondir